# Gudhjem-Sandvig
Gudhjem-Sandvig er en film med ukendt instruktør.

## Handling
Bornholm. Gudhjem, fiskere ordner garn. Kvinde røger sild. Landlige idyller, Mand ror på å. Sø med kajak. Robåd. Idyl. Jernbaneoverskæring, tog kører forbi. Stor sø med både. Klippekyst. Sild gøres klar til rygning. Kyst og hav. Natur.